# 厄德科格爾山
47°44′05″N 11°46′35″E / 47.734792°N 11.7764°E

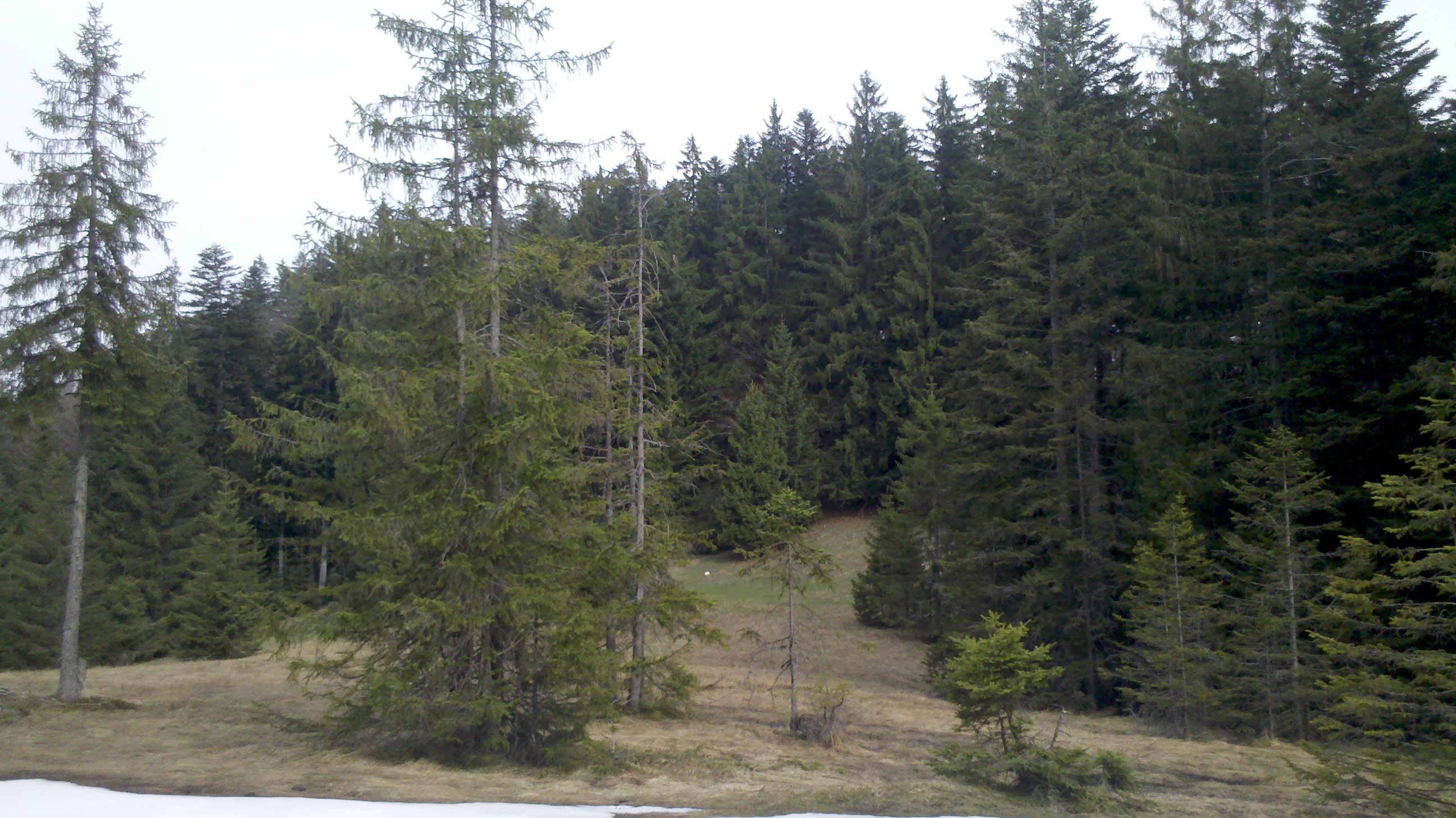

厄德科格爾山（德語：Oeder Kogel），是德國的山峰，位於該國東南部，由巴伐利亞負責管轄，屬於巴伐利亞前阿爾卑斯山脈的一部分，距離諾伊羅伊特山1.1公里，海拔高度1,264米。